# Corul Patriarhiei Române
Corul Patriarhiei Române „Nicolae Lungu” este o formație specializată în muzică sacră. Corul poartă numele compozitorului Nicolae Lungu.
Cantarea corala armonico-polifonica
După ce multă vreme muzica din Biserica noastră a fost exclusiv monodică (psaltică), începând cu prima jumătate a secolului al XIX-lea, asistăm la apariția unui fenomen nou: cântarea corală armonico-polifonică. Demn de remarcat este faptul că această muzică polifonică a intrat în România pe ușa sfintei Biserici, primele încercări corale fiind de sorginte bisericească.
De la Arhimandritul Visarion la Gheorghe Cucu (1836-1912)
Corala catedralei Sfintei Patriarhii – trecută până astăzi prin diferite metamorfoze – își află originile în însuși începutul fragil al coralisticii românești din Muntenia. Domnitorul Alexandru Ghica va aduce de la Silistra pe Arhimandritul Visarion, preot rus, cunoscător al notației pe portativ, dar și al limbii ruse și române; acesta va alcătui primul cor la București, în 1836. Era un cor bărbătesc, format din ostași, de aceea se va numi Corul cântăreților Ștabului Oștirii. Stela Savaconsideră că Arhimandritul Visarion a fost primul care a așezat muzică corală religioasă pe cuvinte românești; era vorba de o traducere și transcriere în limba română a melodiilor bisericești aflate în uz la acea dată în Rusia. Deși funcționa la Curtea Veche (Biserica Sfântul Anton), unde, credem că făceau repetițiile, corul bărbătesc alcătuit de Arhimandritul Visarion era solicitat în dese rânduri să cânte la Mitropolie în Duminici și sărbători.
Corul Ștabului Oștirii se desființează din ordinul domnitorului Gheorghe Dimitrie Bibescu însă activitatea corală este continuată sub denumirea de Așezământul Horal, instituiție creată în 1865, unde Arhimandritul Visarion era director, compozitor, dirijor al cântărilor și orânduitor de muzică bisericească. Notele originale pe care a lucrat Arhimandritul Visarion nu se mai păstrează; mai târziu găsim o „Colecție de cântări pentru una sau mai multe voci” aranjate și compuse de acesta, alcătuită din următoarele compoziții: 1.Doxologie;2.10 Trio(cântările liturgice acompaniate de pian) și 3. Concertul XIII(„Cu glasul meu către Domnul am strigat”). Activitatea sa în Țara Românească ajunge până pe la 1865 când tipărește „Canonicile îndatoriri ale preoților”. Este o prelucrare din limba slavă, pe care o face la îndemnul Mitropolitului, după ce pleacă din postul de la Curtea Veche.
O altă etapă în istoricul coralei de la Mitropolie va fi semnată  de Atanasie Verzeanu.
Fără să ne informeze asupra datei exacte (deși bănuim că este anul 1865),
M. Poslușnicu spune că acesta a înlocuit corul Arhimandritului Visarion la Mitropolie,venind cu corul său de la Biserica Sfântul Dumitru Poștă.
În primele generații de absolvenți ai Conservatorului din București s-a aflat și Nicolae Bănulescu, ajuns și el conducător al corului Sfintei Mitropolii în a doua jumătate a secolului al XIX-lea, mai exact în 1876. Deși M. Poslușnicu îl prezintă ca pe o persoană cu reale calități care „uzează de toate mijloacele de pedagogie didactică pentru ca ansamblul religios să corespundă rangului ce i-l oferea Biserica celei mai înalte chiriarhii”, N. Bănulescu își atrage o seamă de critici în revista „România musicală”, corul trecând și prin perioade mai rele din punct de vedere profesional; sub tirul criticilor se afla și Eduard Wachmann, directorul Conservatorului și „supraveghetor” al corului Domnița Bălașa și al corului Sfintei Mitropolii. Revista „România musicală” acuză conducerea coralei Sfintei Mitropolii că a lăsat formația să ajungă într-o „stare deplorabilă”, determinându-l pe Mitropolitul Primat să apeleze la corul lui G. Musicescu pentru sfințirea Capelei Române din Paris, declarând că „nu poate merge corul domnului Wachmann”.
Pe la 1885 la cârma corului Sfintei Mitropolii a Ungro-Vlahiei ajunge Ioan Bunescu, absolvent de Conservator, compozitor și specializat în organizarea corurilor bisericești. Este cel dintâi compozitor preocupat de asigurarea repertoriului necesar cântării corale concretizăndu-și strădaniile în tipărirea colecției „Repertoriul coral religios…” (1886). Ioan Bunescu s-a atașat mai mult de activitatea dirijorală la Biserica Sărindar, prezența la corul Mitropolitan fiind foarte scurtă (1884?-1885). Dintr-o cerere adresată Mitropolitului reiese că starea de sănătate și solicitările multiple de la Mitropolie l-au determinat să revină la Biserica Sărindar.
Până la venirea lui Gheorghe Cucu în 1912 – când postul de dirijor la Mitropolie rămăsese vacant prin decesul
lui N. Bănulescu – nu mai cunoaștem alți dirijori afară de Arhim.
Visarion (1836-1865), Atanasie Verzeanu (1865-1876), Ioan Bunescu (1884-1885) și Nicolae Bănulescu (1876-1912). Este o perioadă de formare a unui repertoriu adecvat, de cristalizare a unei sonorități „mixte” 
fără să vorbim însă de cor mixt în accepțiunea de astăzi.
Vocile de alto și sopran erau susținute de copii.
Biserica încă nu acceptase ca femeile să cânte în cor la sfintele slujbe.
Acest fel de cor cu voci de copii la alto și sopran va persista până la 1895 când G. Musicescu rupe „zăgazurile” instituției sinodale bisericești și introduce femeile la vocile de alto și sopran.
Considerăm aceasta un lucru benefic pentru că vocile în schimbare ale copiilor făceau ca 
dirijorii să muncească enorm cu aceștia pentru însușirea unui repertoriu, ca apoi,
la scurt timp, să se dispenseze de serviciile lor, aceștia „pierzându-și”
vocea de sopran prin modificarea naturală a vocii.
De la Gheorghe Cucu la Nicolae Lungu(1912-1947)
O perioadă înfloritoare a corului Catedralei Mitropolitane este cea între 1912-1932, când la conducerea dirijorală s-a aflat Gheorghe Cucu , o personalitate incontestabilă a muzicii corale laice și bisericești. În perioada 1 octombrie 1912 – 1 aprilie 1913, Gheorghe Cucu va suplini la pupitrul corului Mitropoliei pe N. Bănulescu aflat în concediu de boală, iar din 1 decembrie 1914 va fi numit dirijor prim, funcție pe care o va ocupa până la sfârșitul vieții(1932). 
Din Arhiva Arhiepiscopiei Bucureștilor aflăm că Gheorghe Cucu  se plânge – prin 1930 - de „tratamentul” oferit de Administrația sectorului economic care întârzia îndeplinirea „formelor pentru plata salariilor coriștilor”. Funcționarul economic (D. Mamulea) refuza să îndeplinească formalitățile reproșând că sunt „persoane noi în cor pe care nu le cunoaște și nu le poate plăti”; replica lui Gheorghe Cucu: „un amestec nepermis în atribuțiile (sale)”. De fapt, Gheorghe Cucu se confrunta cu o situație universal-valabilă pentru toate perioadele istorice prin care a trecut corala Catedralei.  El mărturisea că „personalul unui cor bisericesc este flotant, schimbător de multe ori de la o lună la alta”, iar „lefurile coriștilor diferă după calitatea vocii lor, iar numărul e variabil, fie prin concedierea, fie prin retragerea sau achiziționarea unor voci bune”. În încheiere se roagă să nu mai fie „șicanat, hărțuit și suspectat” ca să poată continua activitatea de dirijor și compozitor, căci doar liniștea i-a oferit răgazul să fie autorul atâtor lucrări precum și a celebrului „Imn patriarhal”, o piesă muzicală de referință în uz până în zilele noastre.
Într-o cerere – datată 25 ianuarie 1931 – adresată  Întâiului Stătător al Bisericii,
Patriarhului Miron Cristea (1925-1939), Gheorghe Cucu  face o introducere prin care arată realizările sale,
după venirea la conducerea coralei  Catedralei:
„Am reușit a îmbogăți prin compozițiile mele repertoriul nostru atât de sărac, compoziții care se cântă nu numai în toată țara dar și în străinătate – Răspunsurile mari, Nu pricep curată”;
mai adaugă prezența sa la serviciile oficiale: 1 ianuarie - Te-Deum în Catedrală, 5 ianuarie - Serviciul la Palatul Regal, 6 ianuarie - la Biserica Zlătari.
Toată această introducere este doar „captatio benevolentiae” pentru că se micșorase subvenția pentru cor  și, prin aceasta, scădea puterea de implicare profesională a membrilor săi. Trebuia rezolvată o problemă pecuniară; drept urmare sugerează o intervenție la „domnul primar pentru ca din suma rezervată corurilor să binevoiască a acorda și corului patriarhal o subvenție potrivită nevoilor și îndatoririlor lui”.
În 9 martie 1931 Gh. Cucu a primit răspuns că Sfânta Mitropolie a Ungro-Vlahiei va beneficia de
o sumă de 5000 lei lunar pentru corul patriarhal.
După decesul lui Gh. Cucu, Nicolae Oancea depunea în 9 septembrie 1932 o cerere adresată patriarhului Miron Cristea prin care solicita „postul de diriginte al corului Patriarhiei”. El a fost acceptat fără nici o reținere din partea patriarhului, fiind cunoscut de acesta de la Sibiu, unde dirijase 12 ani Reuniunea de cântări „Gh. Dima”, perioadă în care patriarhul Miron a fost secretar la Arhiepiscopia Sibiului, ieromonah, protosinghel și redactor la Telegraful Român. Cu ocazia numirii în postul de dirijor al corului Catedralei, marele ecclesiarh – Galaction Cordun - a fost înștiințat de prezența profesorului Nicolae Oancea ca nou dirijor: „P.C. Voastră veți îngriji ca noul dirijor să ia în primire repertoriul coral, cu inventar în regulă, iar coriștii să fie prezentați maestrului lor, punându-li-se în vedere să-i dea respectul și ascultarea cuveniă, ca unui conducător care are toată răspunderea pentru bunul mers al execuțiunilor corale liturgice”.  Patriarhul Miron, cu propria sa mână a așternut pe hârtie o seamă de sfaturi foarte interesante și emoționante adresate dirijorului: „vă atragem atenția asupra rolului deosebit de mare pe care îl are corul Catedralei Sfintei Patriarhii și asupra marii răspunderi ce vă incumbă postul ce ocupați. Pe lângă serviciile liturgice și religioase din duminici și sărbători, la fel ca în toate celelalte biserici, la Catedrală au loc în plus servicii cu caracter oficial, la care iau parte conducătorii Statului în frunte cu M.S. Regele, precum și alte persoane înalte. Înțelegeți dar că execuțiunile corale, în asemenea împrejurări trebuie să fie de o calitate cu totul superioară. Și nu numai în împrejurările deosebite arătate, dar chiar la servicile obișnuite, corul Catedralei trebuie să se prezinte  în chip admirabil, spre a servi de model vrednic de imitat pentru toate corurile din Capitală și chiar din țară. Veți avea deci deosebită grijă la alegerea bucăților de executat, vă veți îmbogăți repertoriul cu compozițiuni alese, alcătuite în stilul muzical tradițional, convenabil primei catedrale ortodoxe a țării. Programul să fie întotdeauna întocmit cu grijă și fixat din bună vreme. Coriștii să fie disciplinați, să cânte cu evlavie și artă în același timp, să aibă o ținută cuviincioasă, și să fie totdeauna exacți, atât pentru execuțiuni, cât și pentru repetițiile ce le veți găsi necesare”. 
Corala Catedralei Patriarhale a funcționat sub conducerea profesorului Nicolae Oancea între anii 1932 și începutul anului 1940. Credem că acesta a fost nevoit să renunțe la conducerea coralei o dată cu venirea pe scaunul patriarhal a lui Nicodim Munteanu (1939-1948). Perioada de păstorire a patriarhului Nicodim este cea mai frământată pentru continuitatea coralei, între 1945-1946 fiind chiar suprimată activitatea acesteia. Nu știm care au fost considerentele și argumentele patriarhului Nicodim, dar dorința sa, - odată cu venirea la cârma Bisericii – era ca în Catredala Patriarhală să cânte un cor bărbătesc. Pentru concretizarea dorinței sale îl cheamă de la Biserica română din Sofia pe Ioan Popescu-Runcu,preot cu „practică corală de peste 20 de ani, între care 17 numai la Sofia”. În cererea din 20 martie 1940, preotul I. Popescu-Runcu „se obliga” a crea corul pe care Înalt Prea Sfinția Sa îl dorea. Strategia sa era aceea de a angaja cele mai bune elemente, încredințând pe patriarh că se „pricepe a da cele mai bune rezultate”. Pentru același post solicitase numirea și Traian J. Popovici, din Chișinău, profesor titular de muzică vocală, întemeietorul Reuniunii muzical-culturale „Graiul Neamului” și director al Conservatorului Național de muzică și artă dramatică din Chișinău, cu activitate artistică de 22 de ani în Basarabia. Cererea din 8 aprilie 1940 venea după ce postul fusese ocupat de Pr. I. Popescu-Runcu; drept urmare, solicitarea sa a fost respinsă.
Așadar, cel care va conduce destinul coralei Sfintei Patriarhii – deși nu pentru mult timp – va fi Pr. I. Popescu-Runcu. Profesorul Nicolae Oancea nu s-a bucurat de încrederea noului patriarh care dorea un cor bărbătesc și a dat girul său părintelui Runcu, chiar dacă acesta venea cu câteva „pretenții materiale”demne de luat în seamă. Lucrurile nu au mers așa de simplu; anii ‘39 –‘40 au adus mai multe surprize în planul artistic din Dealul Mitropoliei. În 13 mai 1940, patriarhul Nicodim Munteanu primește un memoriu semnat de 22 coriști, foști membri ai corului Sfintei Patriarhii, „mulți dintre ei încă de la înființarea lui de N. Oancea, din 1932”.
Aceștia mărturisesc că, pe lângă „necazurile pe care le-au întâmpinat în acești ani” au avut și „multe bucurii”, printre care aceea că numărul credincioșilor s-a mărit în Catedrală și datorită bunei lor prestații „sub imboldul continuu al conducătorului, prof. N. Oancea, Catredala devenind neîncăpătoare”.
Surprinderea lor a fost că „în preajma sfintelor sărbători ale Paștelui, fără nici un fel de preaviz, în ziua de 19 aprilie 1940, suntem anunțați că de duminică, 21 aprilie 1940 – deci peste două zile – vom fi înlocuiți cu altă formație corală”. Coriștii nu comentau motivele și nici protestau la decizia patriarhului dar cereau să fie retribuiți până la 1 septembrie 1940, când se încheia stagiunea. Patriarhul a respins cererea însă le-a acordat încă un salariu (pe luna aprilie 1940), noul cor sub conducerea preotului Runcu începând a fi plătit tot din aprilie 1940. Așadar, din 1 aprilie 1940, corul mixt al prof. N. Oancea va fi înlocuit cu un cor bărbătesc condus de preot I. Popescu-Runcu. Acest cor va avea însă o viață scurtă de doar 2 ani. Din documentele pe care le avem acest cor era alcătuit din soldați (ofițeri și subofițeri ai armatei) numele lor fiind cunoscute din 2  referate (3 octombrie și 5 decembrie,1940). De asemenea, Arhiepiscopia publica în ziarele: Universul, Curentul, Timpul și România un anunț prin care angaja -„cu bună plată”- coriști: tenori, baritoni și bași pentru corul Catedralei, audierea făcându-se în zilele de 29 și 30 martie la Cancelaria Sfintei Arhiepiscopii. Se pare că activitatea preotului Runcu la corala bărbătească a catredalei nu va fi de durată; fiind și slujitor al altarului și-a luat colaborator la pupitrul coralei pe Remus Țincoca, profesor la Școala militară de muzică cu funcția de sergent în armată. Cele mai multe memorii, cereri și referate sunt semnate în această perioadă: „prof. Remus I. Țincoca – dirijor”.  Nu știm care au fost motivele, dar corul bărbătesc nu a avut continuitate. Se pare că implicarea preotului Runcu nu a fost de durată, poate din motive pecuniare, fie pentru că era slujitor al altarului și duminica slujea ca preot și nu ca dirijor, sau că membrii coralei, fiind soldați au fost disponibilizați spre noi „ascultări”, apropiindu-se războiul. Din punct de vedere profesional „corul s-a achitat onorabil”, deși era format din persoane instruite a cânta o cu totul altă muzică, departe de ceea ce ar fi fost necesar și firesc într-o Catedrală patriarhală. Preot I. Popescu-Runcu nu a renunțat la paisunea sa pentru corul bărbătesc, organizând „Corala Preoților” din Capitală, alături și în concurență pemanentă cu Pr. Alexandru Delcea, formație care a avut prestații excepționale, multe în scopuri caritabile.
Iată că „minunea” corului bărbătesc nu a rezistat la Catedrala Patriarhală decât 2 ani (aprilie 1940 - mai 1942)”când, prin „dezorganizarea corului și încetarea delegației domnului Remus Țincoca de a mai conduce acest cor (nici nu se mai pomenește de Pr. I. Popescu-Runcu), postul de dirijor al Catedralei Sfintei Patriarhii a devenit vacant din 1 martie 1942. În interesul de ocupa acest post au prezentat cereri și acte următorii: Ștefan Stoicescu – dirijor la Biserica Kalinderu, N. Catino – dirijor la Biserica Slobozia, N. Lungu – dirijor al Coralei România, Gh. Constanțiu – profesor la Liceul Șincai și I. Baston – dirijor la Biserica Sf. Spiridon Nou. În mod surprinzător cel acceptat în funcție a fost Ștefan Stoicescu, dirijor la corul Bisericii Kalinderu, în acea vreme și conducătorul Societății Corale Gavriil Musicescu. Credem că a fost un concurs de „cereri și acte”, consilierii propunând patriarhului în post pe Ștefan Stoicescu iar acesta dând aprobarea fără alte comentarii. 
Din dosarul nr. 165/1942 se înțelege că Ministerul Cultelor subvenționa corala Sfintei Patriarhii și solicita administrației Sfintei Arhiepiscopii să trimită ștatele de plată semnate cu numele coriștilor. Cu această ocazie aflăm că existau 25 de coriști (5 soprani I, 3 soprani II, 2 alti I, 2 alti II, 3 tenor I, 2 tenor II, 3baritoni și 5 bassi). În 19 aprilie 1943 Ștefan Stoicescu participa la un concert la Sala Radio, ocazie cu care aflăm din nou lista completă a coriștilor (26 de persoane) și dirijorul. 
Corala s-a aflat sub conducerea dirijorală a lui Ștefan Stoicescu până în anul 1946, când postul  va fi ocupat de Ștefan Popescu, profesor la Academia Regală de muzică și artă dramatică. Într-o cerere din 26 iunie 1947 acesta solicita Arhiepiscopiei o subvenție necesară achiziționării unui pian pentru repetiții;(consta 65 de milioane, marca Weber, placă de bronz, mecanism Blüthner). După o scurtă colaborare cu D. Stancu, probabil că unele animozități create între Ștefan Popescu și D. Stancu l-a determinat pe cel dintâi, în calitate de director al corului catedralei să ceară patriarhului la 14 martie 1946 ca D. Stancu să înceteze de „a mai figura în calitate de dirijor și membru al corului”.
De la Nicolae Lungu până astăzi(1947-2008)
Fenomenul ciclic al înlocuirii unui cor cu altul (cu dirijor cu tot) se petrece la sfârșitul anului 1947. Într-un memoriu – 26 coriști – se plâng patriarhului că în ultimele 3 luni nu au mai fost plătiți și că au fost „înlocuiți împreună cu Ștefan Popescu de către o altă formație condusă de domnul profesor Lungu”. Era perioada în care patriarhul Nicodim se îmbolnăvise iar la începutul anului 1948, patriarhul Justinian îndeplinea funcția de locțiitor de patriarh (februarie 48) iar în 6 iunie 1948 era înscăunat ca patriarh al Bisericii Ortodoxe Române. 
Așadar, sfârșitul anului 1947 marchează începutul unei noi epoci artistice în viața coralei Catedralei, cea mai fructuoasă și mai îndelungată marcată de personalitatea profesorului Nicolae Lungu (1947-1985). Maestrul N. Lungu venea cu o experiență bogată în domeniul artistic ca profesor, dirijor și compozitor. Era absolvent de Seminar Teologic, de Teologie și Conservator; a activat la Societatea corală „Carmen” întemeiată de D. G. Kiriac și a fondat  Societatea corală „România” (1935-1947). Înainte de a ajunge directorul coralei Catedralei Sfintei Patriarhii a condus corul de la Biserica Sf. Ilie Gorgani(1921-1922), Biserica Cotroceni (1922-1928), Biserica Amzei (1928-1939) și Biserica Sfântul Spiridon Nou (1940-1947). Pe lângă experiența dirijorală, maestrul Nicolae Lungu va îmbogăți repertoriul coral bisericesc și laic cu lucrări de o valoare inestimabilă și va aduce cu sine în cafasul Sfintei Patriarhii o formație de notorietate alcătuită din cei mai pricepuți și devotați membri ai Societății corale „România”,  cu care avusese o seamă de reprezentații scenice de răsunet în țară și străinătate. Alături de maestrul Nicolae Lungu s-au format sute de studenți – fiind și Conferențiar la catedra de Muzică bisericească, ritual și tipic, la Institutul Teologic de grad universitar din București (1949-1971) – cei mai talentați luând parte la repetițiile coralei Sfintei Patriarhii (Pr. Nicu Moldoveanu, Pr. Niculae Necula, Pr. Vasile Stanciu, Pr. Victor Frangulea, Pr. Marin Velea ș.a.), unde au trăit experiențe artistice unice. Întotdeauna s-a înconjurat de ucenici care i-au și urmat crezul artistic: preoții Anton V. Uncu (1955), Constantin Drăgușin (1959) și Iulian Cârstoiu (din 1972, decedat în 1992), cel din urmă participând decisiv la imprimarea cu succes a unor discuri pe ebonită: „Cântările Sfintei Liturghii”, „Concerte religioase” și „Colinde”.
A urmat la conducerea coralei Patriarhale parintele Constantin Drăgușin, doctor în Teologie, absolvent al Conservatorului de muzică din București, profesor, dirijor și compozitor. Urmând liniei trasate de profesorul Nicolae Lungu, părintele Constantin Drăgușin și-a apropiat la rândul său mai mulți discipoli între care preot lector dr. Stelian Ionașcu (dirijor secund din 1993 si actualul dirijor al coralei din 2008), diac. Constantin Ștefan Răzvan, (teolog dar și absolvent de Conservator), precum și pe tânărul Eloi Siluan (teolog) și pe domnișoara Luminița Guțanu, (doctor în muzicologie), persoane cu reale calități pedadogice și dirijorale, sârguitori în păstrarea și continuarea unui stil inconfundabil al acestei formații corale.
Repertoriul Coralei Patriarhiei este vast, preponderent religios și liturgic,
din paleta largă componistică – de la piese clasice la cele contemporane – fiind riguros selectate  partiturile care se încadrează cu demnitate în spațiul liturgic al Catedralei Patriarhale.
Efortul unei asemenea corale este substanțial; două repetiții săptămânal și concertul (răspunsurile litrugice) din fiecare duminică și sărbătoare solicită corul cel puțin ca într-un concert susținut de orice formație profesionistă pe scenă, totul petrecându-se „live”, în direct, într-un dialog permanent cu
slujitorii Sfântului Altar, după o rânduială tipiconală riguros stabilită. Sonoritatea este distinctă, o formație cu armonice de cor de filarmonică, plămădită din voci mature dar și în formare, dând sens unei chemări scripturistice: „Toată suflarea să laude pre Domnul...”
Corala îmbină în componența sa persoane care deja activează în coruri profesioniste dar și profesori, intelectuali, studenți teologi sau absolvenți de Conservator, cu toții dăruiți pentru această slujire
(coslujire) în Biserică; pentru fiecare este un act de dăruire și dragoste pentru cântul coral bisericesc.

## Sursa
- http://www.coralanicolaelungu.ro/istoric.html Arhivat în 23 septembrie 2013, la Wayback Machine.